# Guilmaro
Guilmaro è un arrondissement del Benin situato nella città di Kouandé (dipartimento di Atakora) con 20 507 abitanti (dato 2006).